# Libnotes clintoni
Libnotes clintoni là một loài ruồi trong họ Limoniidae. Chúng phân bố ở miền Australasia.